# N.B. Krossing
Niels Brock Krossing (9. februar 1795 på Christianshavn – 6. juli 1854 i Fredensborg) var en dansk officer og litograf, bror til forfatteren Nikolaj Krossing.
Krossing var søn af grosserer Jørgen Christian Krossing og Marie født Søgaard. Han blev kadet 1806, stykjunker 1809, sekondløjtnant 1810, premierløjtnant 1818, kaptajn 1828, batterichef 1838 og major 1844, tog sin afsked i januar 1848 og fungerede under Treårskrigen som pladskommandant, først i Middelfart (1849) og derpå i Kolding (1850). Han har som militær udgivet et par mindre lærebøger, men hans navn er væsentligst knyttet til Det Kongelige Stentrykkeri, der efter forslag af daværende kaptajn J.N.B. Abrahamson oprettedes 1820, derved at Staten købte musikhandler C.C. Loses stentrykkeri. Den her i landet unge litografiske kunst gik herved væsentlig over på militære hænder. Abrahamson blev trykkeriets direktør, Krossing dets inspektør, og officerer ansattes som tegnere, underofficerer som trykkere. Det bestod til 1843 og lededes i den tid væsentlig af Krossing, der livlig interesserede sig for det. 1822-23 foretog han med kongelig understøttelse en rejse til Tyskland og Frankrig navnlig for at blive bekendt med kridtmaneren, 1827 skrev han i G.F. Ursins Magasin for Kunstnere og Haandværket en artikel om "Stentrykkerikunsten", og 1831 udkom 1. hæfte af en række stentrykte gengivelser, af malerier fra billedgallerierne på slottene Christiansborg, Fredensborg og Frederiksborg, trykkeriets største og væsentligste arbejde. 1827 havde Krossing sammen med kunstkammerforvalter J.C. Spengler og professor J.L. Lund fået eneret til udgivelsen. Disse blade tegnedes selvfølgelig af kunstnere, og det må i det hele erindres, at Krossing selv væsentlig aldrig optrådte som tegner; et par blade i kridtmaner, der fulgte med hans afhandling i Ursins Magasin..., bærer dog mærket B. K. 
14. september 1824 havde han ægtet Maria Anna Sophie Hammel (født 4. juni 1793), datter af pladsmajor Andreas Hammel i München og Eva født Schreiner. Han er begravet på Assistens Kirkegård. Han er malet af Andreas Herman Hunæus og har litograferet et selvportræt.